# Ibrahim al-Mawsili
Abu-Ishaq Ibrahim al-Mawsilí (àrab: أبو إسحاق إبراهيم الموصلي, Abū Isḥāq Ibrāhīm al-Mawṣilī) o, senzillament, Ibrahim al-Mawsilí (Kufa, 724-Bagdad, 804) fou un dels músics i compositors més importants de la primera època abbàssida. Era d'origen kurd, però la família s'havia establert a Kufa.
Als 23 anys es va unir a una banda de bandits que operava prop de Mossul. Al cap d'un any va anar a Rayy i fou perdonat i va anar a Bàssora a aprendre música i cant. El califa al-Mahdí se'l va emportar a la cort, on va restar amb els califes al-Hadi i Harun ar-Raixid. No era un musulmà estricte i bevia vi, motiu pel qual fou empresonat alguna vegada. La seva fama com a cantant fou notable al seu temps. Va tenir nombrosos deixebles, dels quals alguns aconseguiren una fama important, com ara el seu fill Ishaq o Mukhàrriq.